# 百瀬清治

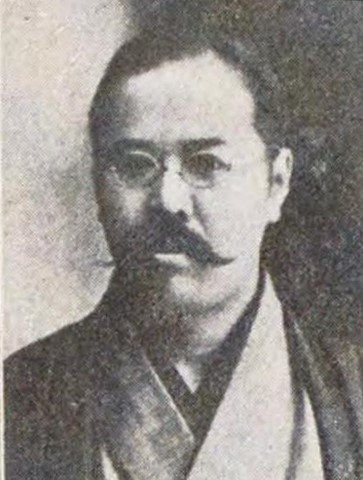
百瀬清治

百瀬 清治（ももせ せいじ、文久3年5月17日（1863年7月2日）- 昭和18年（1943年）4月7日）は、日本の政治家。衆議院議員。

## 来歴
信濃国筑摩郡平田村（現長野県松本市）生まれ。武居用拙の猶興塾に学び、東京専修学校を卒業。明治22年（1889年）芳川村会議員、同24年（1891年）東筑摩郡会議員、同26年（1893年）長野県会議員となり、議長も務めた。同42年（1909年）芳川村長となり、大正6年（1917年）第13回衆議院議員総選挙に当選した。
長野県の県道七路線開削事業のうち、松本・上田間の第二線路（現国道143号）の完成や、牛伏川の砂防工事などに功績があった。また扶桑銀行頭取、信濃民報社社長なども務めた。